# Mimas trimaculata
Mimas trimaculata är en fjärilsart som beskrevs av Brombacher. 1915. Mimas trimaculata ingår i släktet Mimas och familjen svärmare. Inga underarter finns listade i Catalogue of Life.